# Roy Harris

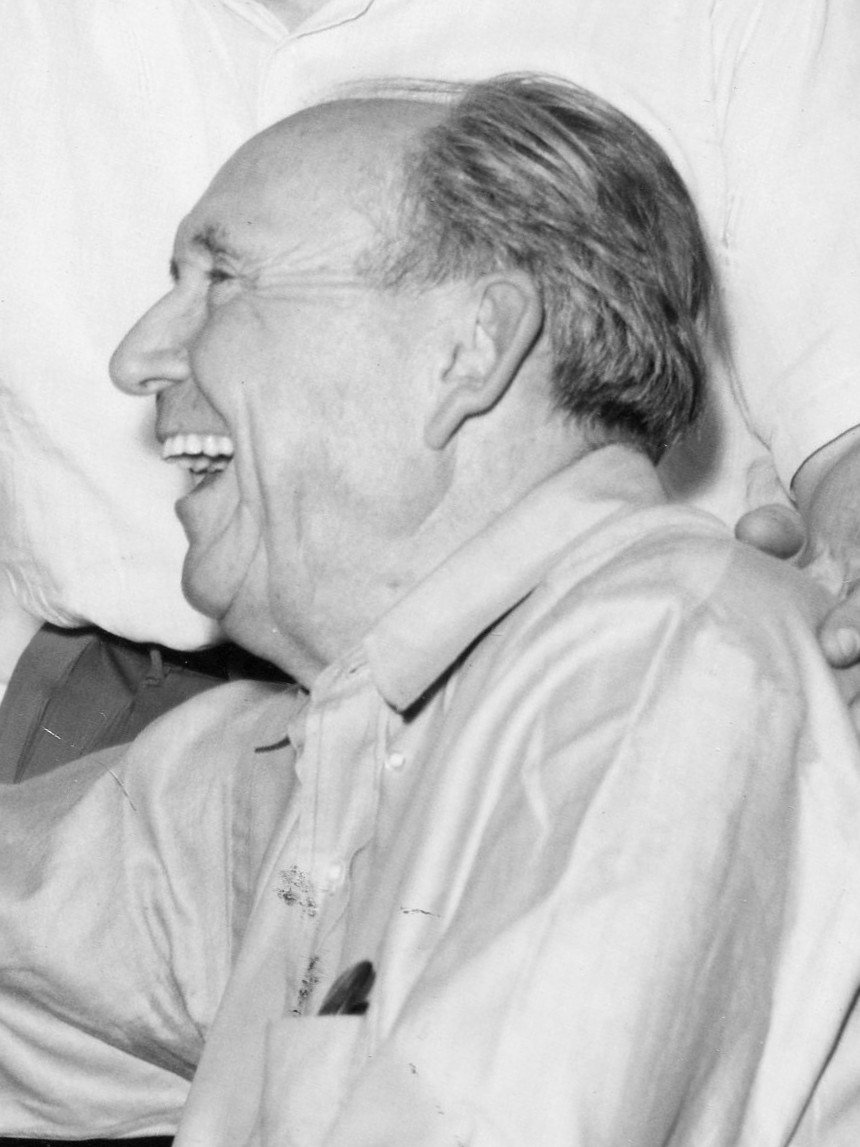
Roy Harris omstreeks 1965

Roy Ellsworth Harris (Chandler, Oklahoma, 12 februari 1898 – Santa Monica,  1 oktober 1979) was een Amerikaans klassiek componist.

## Leven
Harris’ voorouders kwamen uit Schotland, Ierland en Wales. Zijn ouders waren arm, in tegenstelling tot die van de meeste componisten in het oosten van de Verenigde Staten. Hij werd in een blokhut geboren, op de geboortedag van Abraham Lincoln, als een van de vijf kinderen van zijn ouders (waarvan er drie vroeg stierven). Een gokwinst stelde zijn vader in staat om een klein boerenbedrijf in Californië te kopen, waar hij opgroeide als boerenjongen, in de landelijke omgeving van de San Gabriel Vallei. Hij leerde piano spelen van zijn moeder, en later klarinet. Hoewel hij studeerde aan de Universiteit van Californië, had hij zich feitelijk geheel zelf ontwikkeld toen hij begon met componeren. In het begin van de jaren twintig  nam hij nog les van Arthur Bliss (in Santa Barbara) en van Arthur Farwell, de Amerikaanse componist en onderzoeker van de Indiaanse muziek. Harris verkocht het boerenbedrijf en voorzag in zijn onderhoud als vrachtwagenchauffeur en leverancier van zuivelproducten. Geleidelijk aan maakte hij contact met andere componisten, in het oosten van de Verenigde Staten en, deels door de aanbeveling van Aaron Copland, was hij in staat de jaren 1926-29 in Parijs door te brengen, als een van de vele jonge Amerikanen die hun muzikale eindopleiding kregen via de masterclasses van Nadia Boulanger. Harris had geen tijd voor Boulanger's neoclassicisme, of de van Stravinsky afkomstige esthetiek, maar onder haar begeleiding begon hij zijn levenslange studie van de Renaissance muziek, en schreef een van zijn eerste belangrijke werken: het concert voor piano, strijkkwartet en klarinet, dat lof ontving van de zelden onder de indruk te brengen Frederick Delius.
Toen hij terugkeerde naar de Verenigde Staten ging Harris verbintenissen aan met Howard Hanson aan de Eastman School of Music in Rochester en, nog belangrijker, met Serge Koussevitzky van het Boston Symphony Orchestra. Deze verbintenissen stelden uitvoeringen zeker voor de grootschalige werken die hij toen schreef. In 1934, een week na de première onder Koussevitsky, werd zijn Symphony ‘1933’ de eerste Amerikaanse symfonie die commercieel werd opgenomen.  Het was echter pas zijn derde symfonie, die zijn première onder Koussevitsky in 1939 onderging, die de grote doorbraak werd van de componist.
Gedurende de jaren dertig gaf Harris les aan het Mills College - later het thuis van Darius Milhaud -, het Westminster Choir College (1934-1938) en de Juilliard School of Music; hij besteedde de rest van zijn professionele carrière voor het overgrote deel met het rusteloos aangaan van onderwijsposities aan colleges en universiteiten in verschillende delen van de Verenigde Staten, en eindigde met een langdurig verblijf in Californië, eerst aan het UCLA en ten slotte aan de California State University, Los Angeles. Zijn leerlingen waren onder meer William Schuman en Peter Schickele (het meest bekend als de maker van P.D.Q. Bach). Harris ontving veel van Amerika's prestigieuze culturele prijzen, en aan het einde van zijn leven werd hij uitgeroepen tot  honorair componist van de staat Californië.

## Stijlkarakteristieken
Harris was actief op vele gebieden (hij richtte het ‘International String Congress’ op om de strijd aan te binden met het tekort aan strijkers in de Verenigde Staten, en was mede-oprichter van de ‘American Composers Alliance’), een onvermoeibare organisator van conferenties en moderne muziekfestivals, en was veelvuldig via de radio te beluisteren. Hij maakte diverse reizen naar de Sovjet-Unie; zijn bewondering voor dat land leidde dan ook tot negatieve kritiek gedurende de periode van McCarthy. Volgens Amerikaanse definities had Harris inderdaad een tamelijk liberale visie op veel sociale onderwerpen, en was vol strijdlust tegen antisemitisme en racisme. Zijn laatste symfonie, een opdracht voor het Amerikaanse Bicentennial in 1976, werd na de eerste uitvoering door de critici aan flarden gescheurd en neergezet als 'travesty of music' door een componist die zichzelf had leeggeschreven: maar dit zou ook te wijten kunnen zijn aan het feit dat de behandelde thema’s van slavernij en de Amerikaanse Burgeroorlog in tegenspraak waren met de vereiste stemming in de Verenigde Staten om zichzelf te feliciteren met het tweehonderdjarig bestaan. In zijn laatste jaren was Harris was in toenemende mate depressief als gevolg van het algemeen heersende materialisme in Amerika, de discriminatie van minderheden en de vernietiging van de natuur.
Hoewel het ruwe patriottisme van zijn werken van de jaren dertig en veertig zich weerspiegelt in zijn onderzoek naar het gebruik van folk-muziek (en in mindere mate van jazz ritmes), was Harris paradoxaal genoeg geobsedeerd door de grote Europese pre-klassieke vormen, in het bijzonder die van de fuga (die we in de derde symfonie horen) en de passacaglia (die een belangrijke rol speelt in zijn andere zeer bewonderde, zevende symfonie). Zijn gebruikelijke wijze van opbouw, met lang uitgesponnen lijnen en harmonieën, is uiteindelijk gebaseerd op zijn bewondering voor de ontwikkeling van de polyfonie tijdens de Renaissance, verweven met tegengestelde effecten, die hij in grote bezettingen briljant exploiteert. Zoals veel Amerikaanse componisten van zijn tijd, was hij zeer onder de indruk van de symfonische prestaties van Sibelius (die zich ook bediende van de polyfonische technieken van de Renaissance). In Harris' beste werken groeit de muziek organisch vanaf de openingsmaten, zoals dat ook in de natuur gebeurt; dit is zeker het geval met de derde symfonie, die in hetzelfde tijdperk tot stand kwam als werken van Aaron Copland en Virgil Thomson. De eerste editie van Kent Kennan's The Technique of Orchestration citeert drie passages (voor respectievelijk cello, pauken en vibrafoon) van deze symfonie om te illustreren wat volgens de schrijver beschouwd kan worden als een goede manier voor het schrijven van orkestrale muziek. Weinig andere Amerikaanse symfonieën hebben zo’n verankerde positie in het standaard uitvoeringsrepertoire verworven als dit stuk, zowel door de magistrale beheersing van het stuk door Leonard Bernstein, als ook door zijn diverse opnames ervan.
Harris’ muziek, hoewel vaak abstract, heeft de reputatie de optimistische Amerikaanse toon weer te geven. Musicologist John Canarina beschrijft de "Harris stijl" als "uitbundige hoornpassages en pauken-ostinato’s". Harris componeerde zo vaak met behulp van akkoorden dat zijn orkestrale muziek in een woord als chromatisch te beschrijven valt. Ook hield hij er van om passages voor gestemd slagwerk te schrijven. Dit is al snel duidelijk, niet alleen in de beroemde derde symfonie maar ook in de zesde symfonie, "Gettysburg".
In totaal componeerde Harris meer dan 170 werken, waarvan vele voor amateurs. Met uitzondering van opera schreef Harris composities in alle andere genres: orkestrale en vocale muziek, koor- en kamermuziek; maar zijn symfonieën zijn toch zijn belangrijkste bijdrage aan de Amerikaanse muziek.

## Symfonieën
Harris componeerde meer dan 18 symfonieën, hoewel ze niet allemaal zijn genummerd en niet allemaal voor orkest zijn geschreven: 
- Symfonie - Our Heritage, soms aangeduid als symfonie nr. 1 (voor orkest)
- Symfonie - American Portrait (1929)
- Symfonie 1933 (1933), eveneens soms aangeduid als symfonie nr. 1 (voor orkest)
- Symfonie nr. 2 (1934)
- Symfonie voor stemmen (1935) (voor onbegeleid koor)
- Symfonie nr. 3 ('Harris') (1938, rev. 1939)
- Folk Song Symphony (symfonie nr. 4) (1942) (voor koor en orkest)
- Symfonie nr. 5 (1940-42)
- Symfonie nr. 6 'Gettysburg' (1944)
- Symfonie voor Band 'West Point'(1952) (voor US military band)
- Symfonie nr. 7 (1952, rev. 1955)
- Symfonie nr. 8 'San Francisco' (1961-62) (voor orkest en piano)
- Symfonie nr. 9 (1962)
- Symfonie nr. 10 'Abraham Lincoln' (1965)
- Symfonie nr. 11  (1967)
- Symfonie nr. 12 'Père Marquette' (1969)
- Bicentennial Symphony (1976), door Harris als symfonie nr. 14 genoemd, vanwege zijn bijgeloof over het cijfer 13, maar postuum door Dan Stehman, met permissie van de weduwe van de componist, alsnog het nummer 13 toegekend.

- American Symphony (1938) (voor jazz band)
- Choral Symphony  (1936) (voor koor en orkest)
- Walt Whitman Symphony (1955-58) (voor bariton, koor en orkest)

## Andere werken
- Andante voor Orkest (1925 rev. 1926)
- Concerto for Strijkkwartet, Piano en klarinet (1926, rev. 1927-8)
- Pianosonate (1928)
- When Johnny Comes Marching Home - An American Overture (1934)
- Farewell to Pioneers voor orkest (1936)
- Pianokwintet (1936)
- 3 strijkkwartetten (1930-1937), waaronder Strijkkwartet nr. 3 "Four Preludes and Fugues" (1937) en een strijksextet;
- Vioolconcert (1949)
- Fantasie voor piano en orkest (1954)
- Epilogue to Profiles in Courage - JFK (1964)
- 4 Minutes and 10 Seconds voor fluit en strijkkwartet;
- Variations on a Theme voor strijkkwartet;
- Vioolsonate
- Memories of a Child's Sunday voor orkest;
- Chorale en Prelude and Fugue voor strijkorkest;
- Song for Occupation;
- Story of Noah;
- Blaaskwintet en -sextet